# Liste der Monuments historiques in Saint-Remy-en-Bouzemont-Saint-Genest-et-Isson
Die Liste der Monuments historiques in Saint-Remy-en-Bouzemont-Saint-Genest-et-Isson führt die Monuments historiques in der französischen Gemeinde Saint-Remy-en-Bouzemont-Saint-Genest-et-Isson auf.

## Liste der Objekte
| Bezeichnung                | Beschreibung                                              | Standort                     | Kennzeichnung | Schutzstatus | Datum | Bild |
| -------------------------- | --------------------------------------------------------- | ---------------------------- | ------------- | ------------ | ----- | ---- |
| Skulptur Heiliger Genasius | Holz, farbig gefasst, erstes Drittel des 18. Jahrhunderts | in der Kirche St-Remi (Lage) | PM51001736    | Classé       | 2008  |      |